# 땀띠
땀띠(영어: miliaria, sweat rash, heat rash, prickly heat) 또는 한진(汗疹)은 조그맣고 간지러운 발진으로 대표되는 피부 질환의 하나이다. 땀띠는 열대 및 여름철 덥고 습한 환경에서 흔한, 가벼운 질병이다. 모든 연령대의 사람들에게 영향을 미치지만, 특히 땀샘이 잘 발달하지 않은 어린이들과 유아에게 흔히 관찰된다.

## 증상
땀띠의 증상에는 피부를 자극하고 가려움을 유발시키는 구진이라는 조그마한 빨간 발진을 포함한다.

## 예방
발한을 유도하는 활동을 피하고 에어컨을 이용하여 주위 환경을 시원하게 함으로써, 또 가벼운 옷을 입고 덥고 축축한 날씨를 회피함으로써 땀띠를 예방할 수 있다. 부드러운 비누를 사용하여 시원한 물로 자주 샤워하거나 시원한 욕조에 들어가면 땀띠를 예방하는 것에 도움을 준다.

## 같이 보기
- 콜린성 두드러기